# 邓道坤 (政治人物)
邓道坤（1944年—），男，汉族，湖北大悟人，中华人民共和国政治人物，曾任湖北省人民政府副省长，中共湖北省委常委、副书记，湖北省人大常委会副主任。